# Фальсьони, Хулио Сесар
Ху́лио Се́сар Фальсьо́ни (исп. Julio César Falcioni; род. 20 июля 1956, Буэнос-Айрес) — аргентинский футболист и футбольный тренер. Выступал на позиции вратаря.

## Биография

### Игровая карьера
Фальсьони начал профессиональную карьеру футболиста в «Велес Сарсфилде» в 1976 году. В то время «Велес» ещё не был лидером аргентинского футбола, каковым стал в середине 1990-х годов. Лучшим достижением за пять проведённых в «Велесе» лет стало второе место в чемпионате Метрополитано в 1979 году, вслед за «Ривер Плейтом». Спустя пять лет после дебюта за «сине-белых» вратарь согласился на переход в перспективный проект — колумбийскую «Америку». Здесь прошли лучшие годы карьеры футболиста.
В 1982—1986 годах Фальсьони помог своей команде пять раз подряд стать чемпионом Колумбии. Та команда вошла в историю южноамериканского футбола, трижды подряд дойдя до финала Кубка Либертадорес, неизменно проигрывая в решающих противостояниях своим соперникам. Фальсьони сыграл во всех этих финалах — трёх играх против «Архентинос Хуниорс» в 1985 году («Америка» уступила в третьем дополнительном матче в серии пенальти 4:5), двух играх против «Ривер Плейта» в 1986 году, и в трёх играх против «Пеньяроля» в 1987 году. За право сыграть в последнем розыгрыше в чемпионате Колумбии «Америке» пришлось бороться с «Атлетико Насьоналем». Фальсьони отразил два пенальти в решающей игре с этой командой и «Америка» пробилась в Кубок Либертадорес 1987, в финале которого вновь уступила. При этом колумбийская команда показала лучший результат по итогам двух финальных игр, но в том году последний раз действовало правило назначения дополнительно матча в случае обмена победами, либо двух ничьих. Игрок «Пеньяроля» Диего Агирре сумел забить победный гол в ворота «Америки» на последней минуте добавленного времени.
В 1989 году Фальсьони принял участие в Кубке Америки, однако там он был лишь третьим вратарём после Луиса Исласа и Нери Пумпидо (на турнире сыграли оба). Аргентина заняла третье место на этом турнире. Впрочем, за сборную Аргентины Фальсьони всё же провёл два матча в 1989 и 1990 годах.
По окончании сезона 1989 Фальсьони спустя девять сезонов покинул «Америку». Помимо того, что с именем вратаря связана «золотая эпоха» в истории «Америки», он вошёл в историю этого клуба и как вратарь, сумевший забить за клуб пять голов в ворота соперников. Это является рекордом клуба. В 1990—1991 годах Фальсьони, по-сути, завершал карьеру — он провёл один год в «Химнасии» из Ла-Платы, ненадолго вернулся в Колумбию, где провёл полсезона в «Онсе Кальдас» и, наконец, закончил карьеру футболиста в родном «Велес Сарсфилде».

### Тренерская карьера
В 1997 году Фальсьони стал тренером молодёжных команд в «Велесе». В середине следующего года он впервые возглавил в качестве тренера команду Примеры. «Велес» на тот момент был чемпионом Клаусуры 1998 года, но развить успех молодому специалисту не удалось — звёздное поколение середины 1990-х во главе с Чилавертом постепенно стало сходить. В 2000 году Фальсьони покинул команду.
В 2000-е годы Фальсьони с переменным успехом работал с рядом аргентинских клубов, набираясь тренерского опыта. Самым титулованным клубом в этот период стал «Индепендьенте» с Серхио Агуэро и Оскаром Устари в составе. Специалист сумел привести команду к четвёртому месту в Апертуре 2005. Но Клаусура 2006 сложилась неудачно — «Красные дьяволы» вылетели из квалификации Кубка Либертадорес и плохо выступили в чемпионате. Две следующих попытки руководства командами также были неудачными.
Лишь в 2009 году к Фальсьони пришёл успех на тренерском поприще. Специалист помог «Банфилду» выиграть первый в истории клуба титул чемпионов Аргентины (Апертура 2009). Контракт был продлён на два года. В Кубке Либертадорес 2010 «дрелей» выбил лишь будущий победитель турнира, бразильский «Интернасьонал». 22 декабря 2010 года Фальсьони стал тренером «Боки Хуниорс» — «Банфилд» пошёл на встречу тренеру и досрочно прекратил контракт ввиду приглашения со стороны «Боки».
Под руководством Фальсьони «Бока Хуниорс» выиграла чемпионат Аргентины (Апертура 2011) не проиграв ни единого матча в турнире. В 19 матчах было пропущено лишь шесть мячей. Также к марту 2012 года «Бока» не проигрывала на протяжении 33 матчей подряд. Лучший результат она показывала только под руководством Карлоса Бьянки, при котором клуб не проигрывал в 40 матчах подряд. В 2012 году Фальсьони впервые за пять лет вывел «генуэзцев» в финал Кубка Либертадорес. 10 декабря 2012 года покинул «Боку» по окончании срока контракта.
С 22 марта 2016 года по 20 января 2021 года работал главным тренером «Банфилда». 21 января 2021 года назначен главным тренером «Индепендьенте».

## Достижения
В качестве игрока
- Чемпион Колумбии (5): 1982, 1983, 1984, 1985, 1986

В качестве тренера
- Чемпион Аргентины (2): Апертура 2009, Апертура 2011
- Обладатель Кубка Аргентины (1): 2011/12